# Ceratagallia lupini
Ceratagallia lupini är en insektsart som beskrevs av Paul W. Oman 1939. Ceratagallia lupini ingår i släktet Ceratagallia och familjen dvärgstritar. Inga underarter finns listade i Catalogue of Life.